# 鄭義信
鄭義信（정의신、1957年7月11日—），在日朝鮮人，國籍為韓國，兵庫縣姬路市出身，劇作家、編劇、演出家，現為日本LesPros娛樂旗下的藝人。

## 影視作品

### 電影
- 《月はどっちに出ている（日语：月はどっちに出ている#映画）》（1993年11月6日、シネカノン（日语：シネカノン））－編劇
- 《乞愛者》（1998年9月26日、東寶）－編劇
- 《血與骨》（2004年11月6日、松竹）－編劇
- 《Lady Joker（日语：レディ・ジョーカー#映画）》（2004年12月11日、東映）－編劇
- 《信桑・炭坑町的小夜曲（日语：信さん#映画）》（2010年11月27日、ゴールドラッシュ・ピクチャーズ）－編劇
- 《燒肉Dragon（日语：焼肉ドラゴン#映画）》（2018年6月22日、角川）－原作、編劇、導演

## 得獎經歷
- 『月はどっちに出ている』第67回（1993年度）電影旬報（日语：キネマ旬報#第67回（1993年度））脚本賞
- 『ザ・寺山』第38回（1994年度）岸田國士戯曲賞
- 『乞愛者』
  - 第22回日本電影學院賞最優秀脚本賞
  - 第72回（1998年度）電影旬報（日语：キネマ旬報#第72回（1998年度））脚本賞
- 『血と骨』第78回（1998年度）電影旬報（日语：キネマ旬報#第78回（2004年度））脚本賞
- 『焼肉ドラゴン』第12回（2008年度）鶴屋南北戲曲獎、藝術選獎文部科學大臣獎
- 紫綬褒章（2014年）

## 腳註
1. ↑   (PDF).   [2015年11月22日]. （原始内容存档 (PDF)于2016年3月6日）.